# Colegio Alemán de Valencia
El Colegio Alemán de Valencia (en alemán: Deutsche Schule Valencia), situado en la calle Jaime Roig número 14 abarca una manzana completa en una de las zonas de expansión de la creciente ciudad de los años sesenta, con una situación muy próxima a la zona universitaria. De hecho, la vía en la que se emplaza se constituye en uno de los nuevos ejes de asentamiento de la burguesía que abandona el centro de la ciudad. Zona de expansión, además, sensible a las innovaciones que supone la utilización de la tipología de edificación abierta.
El Colegio Alemán se realiza con promoción y dirección alemanas  por los técnicos de la Dirección Federal de Obras, con Eberhard Becker como arquitecto-jefe y Rudolph Ahlwarth como ingeniero responsable de las estructuras. La adaptación al lugar, el diseño de los elementos ornamentales y las instalaciones exteriores, y la dirección de las obras corrió a cargo del arquitecto alemán Dieter Weise con la ayuda de los valencianos Pablo Navarro y Julio Trullenque. Precisamente la supervisión de las obras fue realizada por técnicos alemanes, incluyendo el suministro de algunos elementos, que conceden un óptimo nivel a determinados acabados.
El proyecto de construcción del edificio actual se redacta en 1958-59 para ser construido entre 1959 y 1960.

## Arquitectura
El proyecto se concibe como un conjunto de piezas, entre las que destaca el cuerpo principal de acceso. Tras éste, la parcela alberga un espacio interior libre ocupado por algunas piezas menores. El conjunto lo constituyen un volumen principal de cinco alturas, donde se sitúa el acceso principal, recayente a la calle Jaume Roig, número 14, y cuatro edificios menores de una sola altura en el interior de la parcela. Todos ello se enlazan mediante una pasarela, a nivel de la cubierta plana de aquellos, lo que confiere la unidad compositiva del conjunto.
El bloque más alto, inicialmente con planta baja diáfana alberga el programa propio de enseñanzas primaria y secundaria. El gimnasio y salón de actos se sitúan en un cuerpo de mayor superficie y más próximo al primero. Finalmente le siguen tres edificaciones menores que albergan las aulas de parvulario, planteadas en forma de peine que genera espacios más particulares.
Compositiva y constructivamente, todo el proyecto responde a una decidida apuesta por la arquitectura moderna, de lo cual dan fe no sólo la disposición de los volúmenes, sino también la definición de las fachadas. La fachada recayente a la calle presenta un gran plano de frente que combina las líneas marcadas de forjado con otras verticales, utilizando, a su vez diversos materiales para su configuración. Únicamente queda rota la unidad del plano de fachada por la presencia del cuerpo que alberga la escalera principal. La fachada posterior se protege del sol mediante parasoles superpuestos a los huecos. Los testeros extremos, cegados casi en su totalidad, completan la adscripción estilística del edificio.
La construcción del colegio se resuelve con estructura de hormigón armado, mediante la colaboración de arquitectos valencianos y alemanes. Resulta así una realización cuidada.
Es igualmente importante el tratamiento que se realiza de los espacios intersticiales del edificio con la ciudad, que son tratados de una manera especial y cuidada. El edificio principal se retira tras un jardín diseñado por Rubió i Tudorí en el que destaca la presencia de palmeras. El patio interior alberga una fuente con una escultura de Andreu Alfaro.
Recientemente se ha llevando a cabo una cuestionable ampliación de la zona infantil que puede desvirtuar, con las sustituciones que se aprecian, un edificio tan comprometido con el estilo internacional de su tiempo, y que denota en su proceso y su construcción una valía propia que le hace imprescindible en el análisis de la arquitectura valenciana de su época.